# Berrechid (provincie)
Berrechid is een van de 4 provincies binnen de Marokkaanse regio Chaouia-Ouardigha.

De andere drie provincies in deze regio zijn Ben Slimane, Settat en Khouribga. In totaal heeft Marokko 16 regio's met daarbinnen 62 provincies en 13 prefecturen.

De provincie Berrechid ligt aan de Atlantische kust, direct ten zuiden van Casablanca, en ontstond in 2009 toen de provincie Settat in tweeën werd gesplitst.

De hoofdstad van de provincie is de gelijknamige stad Berrechid.
Ben Slimane · Khouribga · Settat · El Jadida · Safi · Boulmane · Fez · Moulay Yacoub · Sefrou · Kénitra · Sidi Kacem · Casablanca · Médiouna · Mohammedia · Nouaceur · Assa-Zag · Guelmim · Tan-Tan · Tata · Boujdour · Es-Semara · Lâayoune · Al Haouz · Chichaoua · Essaouira · Kelâat Es-Sraghna · Marrakech · Al Ismaïlia · El Hajeb · Errachidia · Ifrane · Khénifra · Meknès · Berkane · Figuig · Jerada · Driouch · Nador · Oujda-Angad · Taourirt · Aousserd · Oued ed Dahab · Khémisset · Rabat · Salé · Skhirat-Témara · Agadir-Ida-Ou-Tanane · Inezgane-Aït Melloul · Chtouka-Aït Baha · Ouarzazate · Taroudant · Tiznit · Zagora · Azilal · Béni-Mellal · Chefchaouen · Fahs-Bni Mkada · Larache · Tanger-Asilah · Tétouan · Al Hoceima · Taounate · Taza